# Le Dernier Train du Katanga (film)
Pour l’article homonyme, voir Le Dernier Train du Katanga (roman).
Pour plus de détails, voir Fiche technique et Distribution.
Le Dernier Train du Katanga (The Mercenaries au Royaume-Uni, Dark of the Sun aux États-Unis) est un film américano-britannique, de Jack Cardiff, sorti en 1968.

## Synopsis
Le film est fondé en partie sur des faits réels, la décolonisation du Congo belge, avec les événements de la rébellion Simba et de l'Opération Dragon rouge (et la colonne Ommegang) mêlés à ceux de la sécession du Katanga. Les lieux de l'action évoqués dans le film mélangent également les deux régions concernées distantes (Kindu, Élisabethville, frontière avec l´Ouganda).
En 1960, dans une Afrique noire en pleine décolonisation, le capitaine Curry, un mercenaire, est chargé par Mwamini Ubi, le président de la toute nouvelle République démocratique du Congo, de conduire un train de militaires à Port Reprieve, dans une région éloignée, le Katanga, pour rapatrier les colons occidentaux menacés par les rebelles du général Moses. Il doit aussi récupérer 50 millions de dollars en diamants bloqués dans les coffres d'une compagnie minière. Il s'entoure d'une équipe de mercenaires (un bras droit, congolais d'origine, un ex-officier nazi, un jeune lieutenant inexpérimenté, un médecin alcoolique), dont l'épopée ne se déroulera pas comme prévu.

## Fiche technique
- Titre original : The Mercenaries[3],[4]
- Titre alternatif anglophone (États-Unis) : Dark of the Sun[5]
- Titre français : Le Dernier Train du Katanga
- Réalisation : Jack Cardiff
- Scénario : Ranald MacDougall[Note 1] et Adrian Spies, d'après le roman de Wilbur Smith Le Dernier Train du Katanga (Dark of the Sun, 1965)
- Direction artistique : Elliot Scott
- Photographie : Edward Scaife
- Son : Gerry Turner, Roy Baker, A.W. Watkins
- Effets spéciaux : Cliff Richardson
- Montage : Ernest Walter
- Musique : Jacques Loussier
- Production : George Englund
- Société de production : Metro-Goldwyn-Mayer (États-Unis/Royaume-Uni)
- Sociétés de distribution[6] : Metro-Goldwyn-Mayer (Allemagne, États-Unis, France, Royaume-Uni), Paramount Pictures (France), Agence mondiale du cinéma (France), René Chateau (France)
- Pays d'origine : États-Unis, Royaume-Uni[1],[2]
- Langues originales : anglais, français
- Format : couleur (Metrocolor) — 35 mm — 2,35:1 (Panavision) — son mono
- Genre : guerre, aventure, action
- Durée : 100 minutes
- Dates de sortie : 
  - Royaume-Uni : 8 février 1968
  - Belgique : 25 avril 1968
  - France : 3 mai 1968
  - États-Unis : 3 juillet 1968
- (fr) Classification et visa CNC : mention « interdit aux -12 ans »[Note 2], visa d'exploitation no 34169 délivré le 11 avril 1968

## Distribution
- Rod Taylor (VF : Jean-Claude Michel) : le capitaine Curry
- Yvette Mimieux (VF : Nicole Favart) : Claire
- Jim Brown (VF : Sady Rebbot) : le sergent Ruffo
- Peter Carsten (VF : Howard Vernon) : le capitaine Henlein
- Kenneth More (VF : William Sabatier) : le docteur Wreid
- André Morell (VF : Serge Nadaud) : Bussier
- Olivier Despax : le lieutenant Surrier
- Guy Deghy : Delage
- Bloke Modisane : le caporal Kataki
- Calvin Lockhart : le président Mwamini Ubi
- Alan Gifford : Jansen
- David Bauer (en) : Ed Adams
- Murray Kash : Cochrane
- John Serret : le père Dominic
- Danny Daniels : le général Moses

## Production

### Casting
L'acteur allemand Peter Carsten incarne le capitaine Henlein inspiré du vrai mercenaire allemand Siegfried Müller qui fut autrefois un officier de la Wehrmacht.

### Tournage
Les extérieurs ont été essentiellement tournés en Jamaïque, et les intérieurs aux Studios d'Elstree (Hertfordshire, Royaume-Uni).

### Musique
Tous les morceaux sont des instrumentaux composés par Jacques Loussier.
| Dark of the Sun: Music From The Original Soundtrack | Dark of the Sun: Music From The Original Soundtrack | Dark of the Sun: Music From The Original Soundtrack | Dark of the Sun: Music From The Original Soundtrack | Dark of the Sun: Music From The Original Soundtrack | Dark of the Sun: Music From The Original Soundtrack | Dark of the Sun: Music From The Original Soundtrack | Dark of the Sun: Music From The Original Soundtrack | Dark of the Sun: Music From The Original Soundtrack | Dark of the Sun: Music From The Original Soundtrack |
| No                                                  | Titre                                               | Durée                                               |                                                     |                                                     |                                                     |                                                     |                                                     |                                                     |                                                     |
| --------------------------------------------------- | --------------------------------------------------- | --------------------------------------------------- | --------------------------------------------------- | --------------------------------------------------- | --------------------------------------------------- | --------------------------------------------------- | --------------------------------------------------- | --------------------------------------------------- | --------------------------------------------------- |
| A1.                                                 | Main Theme from Dark of the Sun                     | 3:10                                                |                                                     |                                                     |                                                     |                                                     |                                                     |                                                     |                                                     |
| A2.                                                 | Claire's First Appearance                           | 2:57                                                |                                                     |                                                     |                                                     |                                                     |                                                     |                                                     |                                                     |
| A3.                                                 | The Mercenaries                                     | 2:32                                                |                                                     |                                                     |                                                     |                                                     |                                                     |                                                     |                                                     |
| A4.                                                 | Curry's Drive with Claire                           | 1:53                                                |                                                     |                                                     |                                                     |                                                     |                                                     |                                                     |                                                     |
| A5.                                                 | The Doctor is Found                                 | 3:45                                                |                                                     |                                                     |                                                     |                                                     |                                                     |                                                     |                                                     |
| A6.                                                 | Curry and the Diamonds                              | 1:30                                                |                                                     |                                                     |                                                     |                                                     |                                                     |                                                     |                                                     |
| B1.                                                 | The Coach Rolls Back                                | 1:35                                                |                                                     |                                                     |                                                     |                                                     |                                                     |                                                     |                                                     |
| B2.                                                 | Claire and Curry                                    | 2:03                                                |                                                     |                                                     |                                                     |                                                     |                                                     |                                                     |                                                     |
| B3.                                                 | The Chase                                           | 1:15                                                |                                                     |                                                     |                                                     |                                                     |                                                     |                                                     |                                                     |
| B4.                                                 | The Fight                                           | 2:12                                                |                                                     |                                                     |                                                     |                                                     |                                                     |                                                     |                                                     |
| B5.                                                 | Curry Kills Henlein                                 | 2:09                                                |                                                     |                                                     |                                                     |                                                     |                                                     |                                                     |                                                     |
| B6.                                                 | Friendly Natives Having Fun                         | 2:15                                                |                                                     |                                                     |                                                     |                                                     |                                                     |                                                     |                                                     |
| B7.                                                 | Main Theme from Dark of the Sun                     | 1:20                                                |                                                     |                                                     |                                                     |                                                     |                                                     |                                                     |                                                     |
| 28 min 36 s                                         |                                                     |                                                     |                                                     |                                                     |                                                     |                                                     |                                                     |                                                     |                                                     |

Production
- Musique et direction d'orchestre : Jacques Loussier
- Enregistrement : 
  - Prise de son : Thorne Nogar
  - Supervision enregistrement : Val Valentin
- Direction artistique : Jack Anesh

## Distinction

### Nomination
Laurel Awards 1968 : Rod Taylor nommé pour le prix masculin d'interprétation dans un film d'action (4e place).

## Accueil
« Ce n'est pas surprenant que des poids lourds d'Hollywood aiment le film — Martin Scorsese et Quentin Tarantino ont tous les deux exprimé leur admiration, le dernier allant jusqu'à utiliser dans son film Inglourious Basterds des extraits de l'exceptionnelle BO composée par Jacques Loussier. L'action est impressionnante et vraiment brutale pour l'époque, tandis qu'elle prend toute son ampleur dans quelques scènes (dont celle très crue du viol masculin). L'affiche vante des pugilats comme la scène “tronçonneuse-contre-torse nu” qui est en effet l'un des points culminants, bien que ce soit l'audacieux raid dans l'hôtel à la fin du film qui obtienne la palme du déversement d'hémoglobine. Aussi palpitant qu'il soit (grâce à la téméraire réalisation et au caractère bien trempé des personnages), le film reste fidèle aux tragiques lieux communs qui guettent “des hommes en mission”. »

— Jeremy Wheeler, AllMovie,.
- Martin Scorsese et Quentin Tarantino sont de grands fans du film extrêmement violent pour l'époque. Scorsese décrit le film comme un de ses « plaisirs coupables »[9].
- Le film a eu une influence particulière sur Tarantino, qui utilisa plusieurs morceaux de la bande originale pour Inglourious Basterds. Rod Taylor y reprend par ailleurs le rôle de Winston Churchill.
- Pour le magazine Télé 7 jours, Le Dernier Train du Katanga comporte « des personnages stéréotypés, des images qui se veulent spectaculaires, quelques scènes très violentes… À déconseiller »[10].